# 満文老档
『満文老档』（満文老檔、まんぶんろうとう）は、清のヌルハチおよびホンタイジの時代に関する満州語の史料。全180巻。内容は写本であり、かつこの名称は史料を再発見した日本の内藤湖南によって付けられたものである。

## 来歴と内容
内容は明の万暦35年（1607年）から崇徳元年（1636年）までの約30年間にわたる記録である。原資料である『満文原檔（満文原档）』を乾隆40年（1775年）頃に整理して成立したもので、タイトルも満州語の『檔子』と記されているのみであった。
1905年、日本の内藤湖南が瀋陽故宮の崇謨閣にて再発見し、学界に紹介した。
原資料の『満文原檔』は1969年に台湾の国立故宮博物院から『旧満州檔』のタイトルで公開された。